# Resolução 96 do Conselho de Segurança das Nações Unidas
Resolução 96 do Conselho de Segurança das Nações Unidas, foi aprovada em 10 de novembro de 1951, após ter recebido um relatório de Frank Graham, o Representante das Nações Unidas para a Índia e o Paquistão, bem como ouvir o seu discurso perante o Conselho de base para um programa de desmilitarização foi observado com a aprovação. O Conselho registou com satisfação a declaração da Índia e o Paquistão que iriam trabalhar para uma solução pacífica, continuar a respeitar um cessar-fogo e aceitou o princípio de que a adesão do Estado de Jammu e Caxemira deve ser determinado por um plebiscito livre e imparcial sob os auspícios das Nações Unidas. O Conselho deu instruções ao então representante das Nações Unidas para continuar em seus esforços para obter o acordo das partes em um plano para efetuar a desmilitarização do Estado de Jammu e Caxemira e para informá-lo sobre os seus esforços juntamente com seu ponto de vista sobre os problemas que confidenciou a ele dentro seis semanas.
Foi aprovada com 9 votos, a Índia e a União Soviética se abstiveram.